# Батерст, Бенджамин
Бенджамин Батерст (18 марта 1784 года — 1809?) — британский дипломат, пропавший в Германии во время наполеоновских войн. Был третьим сыном Генриха Батерста, епископа Норвичского.
Батерст исчез 25 ноября 1809 года. Это вызвало много споров о его дальнейшей участи, и во многих научно-фантастических рассказах его исчезновение приписывалось сверхъестественным явлениям. Считается, что он был убит.

## Служба
Бенджамин Батерст рано начал дипломатическую службу и получил пост Секретаря Британского Дипломатического представительства в Ливорно. В 1805 году женился на Филиде Колл, дочери Джона Колла, корнуольского землевладельца и баронета.
В 1809 году был послан в Вену как дипломатический представитель своим родственником Генри Батерстом, в то время исполнявшим обязанности Министра иностранных дел Великобритании. Его задачей было способствовать воссозданию альянса Британии и Австрии и попытаться вдохновить императора Франца II объявить войну Франции, что и случилось в апреле.
Однако австрийцы были вынуждены сдать Вену французским войскам и в конечном итоге запросили о мире после того, как были разбиты французами в Ваграмской битве в июле 1809. Батерст был срочно отозван в Лондон и решил, что лучше всего двигаться на север и сесть на корабль в Гамбурге.

## Исчезновение
25 ноября 1809 года Батерст и немец Краузе, ехавшие под псевдонимами «Барон де Кох» и «Фишер», остановились в Перлеберге, западнее Берлина.
Заказав свежих лошадей, Батерст и его спутник пошли на постоялый двор «Белый лебедь». После обеда Батерст принялся за письмо в небольшой комнате, выделенной для него в гостинице, где оставался до девяти вечера. Когда сообщили, что лошади готовы, Батерст немедленно покинул свою комнату, а вскоре за ним последовал Краузе, который был удивлен, не найдя Батерста ни в карете ни где-либо ещё.
Исчезновение не вызвало особого резонанса, так как в стране было много бандитов, отставших солдат французской армии, и немецких революционеров. Кроме того, убийства и грабежи были настолько распространены, что потерю одного коммивояжёра (Батерст представлялся коммивояжёром) едва ли кто заметил, тем более что в то время в Пруссии почти не было законной власти.
На родине не знали об исчезновении Батерста несколько недель, пока Краузе не удалось добраться до Гамбурга и доплыть на корабле до Англии. В декабре отец Батерста, епископ Норвича, получил записку от министра Ричарда Уэлсли с просьбой посетить его в Эпсли-хаус, где Уэлсли сообщил епископу об исчезновении сына.
Жена Батерста Филида сразу же выехала в Германию искать мужа в сопровождении Генриха Рентгена. Они прибыли в Перлеберг, где начался поиск пропавшего, и ответственным за расследование был назначен капитан фон Клитцинг. Капитан Клитцинг, узнав об исчезновении Батерста, предпринял срочные меры, мобилизовав войска и проведя энергичные поиски, хотя, видимо, считал, что пропавший исчез по собственной воле. 27 ноября 1809 дорогая шуба Батерста стоимостью от 200 до 300 прусских талеров была обнаружена в доме, принадлежащем семье по фамилии Шмидт. Затем, 16 декабря, две пожилые женщины нашли панталоны Батерста в лесу в трех милях к северу от Перлеберга.
Выяснилось, что Август Шмидт работал конюхом в «Белом лебеде» в ночь исчезновения Батерста, и что его мать, которая также работала в гостинице, взяла пальто англичанина. Фрау Кестерн, женщина, работавшая в кофейне, рассказала много лет спустя, что сразу после того, как Батерст посетил заведение, Август Шмидт пришёл, спросил её, где посетитель, и поспешил за ним. Она предполагала, что Шмидт может быть причастен к исчезновению.
За информацию о Батерсте была назначена награда в 500 талеров, однако это привело к тому, что появилось много ложных сведений от людей, пожелавших подзаработать.
В марте проводились дорогостоящие поиски с использованием специально обученных собак, но ничего обнаружить не удалось. Жена Батерста отправилась в Берлин, а затем в Париж, рассчитывая встретиться с Наполеоном и получить от него информацию о муже. Встреча состоялась, однако Наполеон оказался не в курсе произошедшего.

### Сообщения в прессе
К январю 1810 года информация об исчезновении английского дипломата появилась в английской и французской прессе. The Times опубликовал статью в январе 1810 года, которая впоследствии появились и в других английских газетах:
Существует слишком много оснований опасаться, что информация о смерти г-на Батерста, посланника к императору Австрии, опубликованная в парижском журнале, является в общих чертах верной. Как было заявлено в статье Берлинских новостей от 10 декабря, г-н Батерст проявлял признаки душевной болезни во время путешествия по городу, и пострадал от собственных действий в непосредственной близости от Перлберга. Однако в последние дни поступила информация, позволяющая возложить вину за смерть г-на Батерста, или его исчезновение, на французское правительство. Похоже, что г-н Батерст покинул Берлин с паспортами от прусского правительства в добром здравии, как душевном, так и телесном. Он направлялся в Гамбург, но до Гамбурга так и не добрался. Где-то недалеко от французской территории он был захвачен, как предполагается, группой французских солдат. То, что произошло потом точно не известно. Его брюки были найдены недалеко от города, где он был схвачен, а в них письмо к жене, и ничего более. Прусское правительство, получив эту информацию, выразило глубокое сожаление, и предложило большую награду за обнаружение его тела. Однако инициатива не увенчалась успехом.
The Times, 20 января 1810
Французское правительство, возбуждённое обвинением в похищении или убийстве Батерста, ответило в своём официальном журнале «Le Moniteur Universel»:
Англия, единственная из всех цивилизованных наций, возобновила практику оплаты убийц и поощрения преступлений. Судя по сведениям из Берлина, г-н Батерст тронулся рассудком. Это обычай британского кабинета — доверять свои дипломатические миссии в самым глупым и бессмысленные людям, порождённым нацией. Английский дипломатический корпус является единственным, в котором безумие является всеобщим.
— Le Moniteur Universel, 1810-01-29

### Находка 1852 года
15 апреля 1852 года, во время сноса дома на Гамбургской дороге в Перлберге, в трехстах шагах от «Белого лебедя», был обнаружен скелет под порогом конюшни. Задняя часть черепа была раздроблена, как от удара тяжелым инструментом. Все верхние зубы были целы, но один из нижних коренных зубов как видно был удален стоматологом. Хозяин дома, Кизеветтер, купил его в 1834 году у Кристиана Мертенса, который работал в «Белом лебеде» в период, когда Батерст исчез.
Сестра Батерста приехала в Перлберг, но не смогла уверенно сказать, принадлежал ли череп её брату.

### Недавние расследования
В подробном расследовании Майка Даша, впервые опубликованном в Fortean Times делается вывод, что якобы таинственные подробности исчезновения Батерста были сильно преувеличены на протяжении многих лет, и что Батерст почти наверняка был убит.

## Упоминание в культуре
Исчезновение Батерста упоминается Чарльзом Фортом в книге Lo!.

### В научной фантастике
- В научно-популярном рассказе Пайпера 1948 года He Walked Around the Horses, Батерст попадает в параллельную вселенную, где Американская революция и Французская революция были подавлены и не было Наполеоновских войн. В этом альтернативном мире Батерст из нашей Вселенной объявляется сумасшедшим или шпионом и заключается в тюрьму. Он пытается бежать, но получает смертельное ранение. Его последние пожелания читает высокопоставленный британский офицер, который признаёт их работами безумца. Особенно его озадачило упоминание «Веллингтона». Оказывается, офицер и был сэром Артуром Веллингтоном. Пайпер описывает Батерста, как «довольно толстого джентльмена средних лет», хотя реальному Батерсту было 25 лет на момент его исчезновения.
- Рассказ Игрушка для Джульетты Роберта Блоха упоминает Батерста, перенесённого в далекое будущее, где он вынужден участвовать в жестоких удовольствиях главной героини рассказа, Джульетты.
- Короткий роман Time Echo Лайонеля Робертса (псевдоним Лайонеля Фанторпе). Батерст случайно перенесён в будущее, где его ненависть к Наполеону заставляет его присоединиться к заговорщикам, стремящимся свергнуть жестокого завоевателя и тирана будущего.
- Повесть Эйва Дэвидсона Masters of the Maze: Батерст — один из избранной группы людей (и других живых существ), которые проникли в центр таинственного «Лабиринта» в обход пространства и времени. Там он пребывает в вечном покое, в компании с Библейским Енохом, китайскими Вэнь-ваном и Лао Цзы, греческим Аполлонием Тианским и другими мудрецами прошлого и будущего, некоторые из которых марсиане.
- В произведении Чендлера «В альтернативную Вселенную» космический корабль героев случайно попадает в «щель между вселенными», пустоту без какой-либо материи, кроме людей (и других существ), которые попали туда раньше, и которые (кроме тех, кто в корабле) задохнулись мгновенно. Среди прочих, они видят плавающее тело человека в одежде высшего сословия XIX века, который является, судя по всему, Батерстом.
- Исчезновение Батерста упоминается в рассказе Хайнлайна 1941 года «Когда-нибудь ещё», коротком романе Лейнстера  Другой мир, романе Пола Андерсона «Операция Хаос[англ.]», серии Джоэла Розенберга «Хранители пламени», серии Саймона Хоука[англ.] Войны Времени, в романе Джейн Дженсен уравнение Данте[англ.][5] и в главе «7 ноября» детективного романа Энтони Бучера 1942 года en:Rocket to the Morgue
- В рассказе Кима Ньюмана «Цыгане в лесу» он писал, что члены клуба Диогена[англ.] исследовали исчезновение Батерста.

### В музыке
Батерст является одним из возможных прототипов Бенджамина Брига из песни британской группы Iron Maiden «Реинкарнация Бенджамина Брига».